# Libertinisme
Libertinisme is een levensfilosofie die absolute individuele vrijheid voorstaat. Een libertijn wordt ook wel een vrijgeest genoemd.

## Oorsprong van het theologische libertinisme

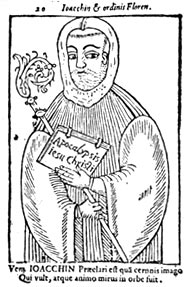
Joachim di Fiore

Het idee van 'de vrijgeest' had een theologische oorsprong. Een deel van de basis van het latere libertinisme werd gelegd door een Italiaanse geestelijke uit de twaalfde eeuw, Joachim di Fiore.

Door Bijbelstudie kwam hij tot de conclusie, dat het Goddelijk plan bestaat uit drie grote perioden, waarvan de laatste periode (van de Heilige Geest) duizend jaar zou duren en eindigen in de destructie van de wereld en het Laatste Oordeel. In deze laatste periode zou de volledige vrijheid van de geest een aanvang nemen. Kerkelijke en maatschappelijke wetten zouden hun betekenis verliezen en mensen zouden individueel (zonder tussenkomst van kerk) het ware Woord van God herkennen.

Dit idee was populair bij de gnostici en zou aan de basis staan van de vrijgeestbeweging, ofschoon Di Fiore zelf waarschijnlijk met hen van mening verschilde en altijd trouw bleef aan de Kerk van zijn tijd.
In de middeleeuwen waren er verschillende sekten van Vrijgeesten (Schwaermer, Irrgeister, Freigeister). Als voorlopers van deze zestiende-eeuwse Libertijnen mogen de Beggarden, Lollarden, Cellieten, Luciferianen, Broeders van den Vrijen Geest, Turlupijnen, enzovoort genoemd worden, maar vooral de Homines intelligentiae. In Nederland lieten vooral de Anabaptisten van zich spreken.

De toenmalige vrijgeestbeweging brak met kerk en wet (het anti-nomisme) en cultiveerde een uitgesproken en bewust normloos gedrag. Deze groepen werden dan ook fel vervolgd door de autoriteiten, voornamelijk de Calvinisten, waarbij het verwijt van de zedeloosheid en bandeloosheid terug bleef komen. Het moet wel gezegd worden dat dit verwijt enkel uit bronnen van de vervolgers te halen valt.

## Le libertinage érudit
'Erudiete losbandigheid' is de term die de Franse literatuurwetenschapper René Pintard in 1943 introduceerde om een kleine groep Franse dichters aan te duiden. Zij kwamen in de 17e eeuw in Parijs bijeen en brachten de ideeën van Epicurus in de praktijk. Hun libertijnse levenswijze ging gepaard met het verlangen om hun autonomie ten opzichte van politieke en religieuze machthebbers tot uitdrukking te brengen. In Le Parnasse satyrique, een bloemlezing met satirische en obscene gedichten die gepubliceerd werd in 1622, komen hun opvattingen zonder terughoudenheid tot uitdrukking. Tot de meest illustere vertegenwoordigers van de Libertage érudit behoren de dichters Théophile de Viau (1590-1626), Tristan L'Hermite (1601-1655) en Cyrano de Bergerac (1619-1655). Ook de filosoof en wiskundige Pierre Gassendi (1592-1655)  en de bibliothecaris Gabriel Naudé (1600-1653) worden beschouwd als vertegenwoordigers van het libertinisme.

## Het libertinisme volgens Markies de Sade

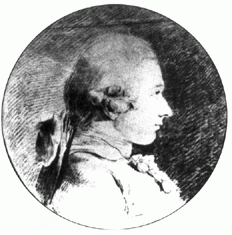
Portret van Markies De Sade door Van Loo (~1761)

Een van de beroemdste en beruchtste propagandisten van het libertinisme was de Markies de Sade (1740-1814). Hij trok deze term definitief uit het spirituele. Zijn idee was dat de vrijheid des geests niet de weg naar God is, maar naar het natuurlijke instinct. Hij zag religie als vrijheidsbeperkend en was fel anti-religieus en atheïstisch. In zijn geschriften schilderde hij een amorele maatschappij, waarin enkel seksmaniakken en hun slachtoffers voorkwamen. Moraal, religie en geweten moesten verworpen worden en de natuurlijke drang naar het genot en welzijn van de libertijn moest zijn/haar hoogste doel zijn.
- Misdaad: Omdat voor de libertijn alleen zijn eigen natuurlijke instinct telt, bestaat volgens hem voor hem/haar geen goed of kwaad. Wetgeving op morele of religieuze gronden wordt door hem verworpen. Een ware libertijn laat zijn vrijheid volgens hem niet beperken door wetten. Alleen de wetten van de 'Natuur'[4] zijn volgens hem werkelijkheid. De Markies de Sade stelde wel dat een libertijn op de hoogte moest zijn van de wetgeving van de maatschappij waarin de vrijgeest zijn of haar filosofie praktiseerde, maar dan voornamelijk om deze te omzeilen of te misbruiken. Voor de ware libertijn is nogmaals volgens de Sade een natuurlijke drift het belangrijkste en alles wat hem of haar daarin wil beperken misdadig.
- Eerzucht en hebberigheid: Voor de libertijn moet volgens de Sade iedereen van iedereen kunnen genieten. Hierdoor wordt huwelijkse trouw door hen afgewezen. Monogamie, maar ook polygamie waarbij de liefhebbenden onderworpen zijn aan één enkele geliefde, is voor de libertijn te bekrompen. Elke vorm van het beperken van de vrijheid van een partner met als reden huwelijkse trouw wordt uitgelegd als verwerpelijk gedrag, ingegeven door trots of eer. Volgens hem bestaat eerzucht niet voor de 'echte libertijn'. Eerloos gedrag wordt aangemoedigd[5]. Omdat een ware libertijn geen ware trots kent, zou deze ook geen arrogantie kunnen kennen. Evenwel wijst De Sade ook naastenliefde vanuit religieuze overweging strikt af en noemt hij persoonlijk nastreven van eigen zinnelijk genot het nobele doel.

## Libertarisme
Het libertinisme dient niet verward te worden met de politieke filosofie libertarisme. Een libertariër staat absolute vrijheid voor, maar met de beperking dat men nooit de vrijheid en integriteit van andere personen mag aantasten. Een libertijn kent geen enkele beperking in zijn vrijheid en mag dus het eigendom van anderen schenden om eigen behoeften te bevredigen.

## Libertijnen in de literatuur
- Georges Eekhoud, (fr)  Les libertins d'Anvers, Brussel, La Renaissance du Livre, 1934, 310 blz. (Nederlands: De Antwerpse Libertijnen)
- Jacob Israël de Haan, “Antwerpsche Libertijnen” en “Pindarus' Dood” in Libertijnsche Liederen, Verzamelde Gedichten deel I, Amsterdam, G.A. van Oorschot, 1952, blz 7-82